# Blatnița, Pazardjik
Blatnița (în bulgară Блатница) este un sat în comuna Strelcea, regiunea Pazardjik,  Bulgaria. 

## Demografie
Componența etnică a satului Blatnița
     Bulgari (44,26%)
     Nicio identificare (55,73%)
     Altele (0%)
La recensământul din 2011, populația satului Blatnița era de 183 locuitori. Nu există o etnie majoritară, locuitorii fiind  și bulgari (44,26%). Pentru 55,73% din locuitori nu este cunoscută apartenența etnică.